# Leichtathletik-Länderkampf der Männer 1983 Jugoslawien – BR Deutschland – Griechenland
| 16. Leichtathletik-Länderkampf mit bundesdeutscher Beteiligung 1983     | 16. Leichtathletik-Länderkampf mit bundesdeutscher Beteiligung 1983 |
| ----------------------------------------------------------------------- | ------------------------------------------------------------------- |
|                                                                         |                                                                     |
| Ländervergleich der Männer: Jugoslawien – BR Deutschland – Griechenland |                                                                     |
| Austragungsort                                                          | Belgrad                                                             |
| Wettbewerbe                                                             | 20                                                                  |
| Datum                                                                   | 22./23. Juli                                                        |
| 1. FRG 2. GRC 3. YUG                                                    | 198 P 176 P 148 P                                                   |
| Chronik                                                                 |                                                                     |
| ← GRC-FRG/FRG-YUG (M)                                                   | FRG-KEN Läufer (M) →                                                |

Im sechzehnten Vergleich des Länderkampfjahres 1983 trafen sich die drei Länder Jugoslawien, Bundesrepublik und Griechenland in der jugoslawischen Hauptstadt Belgrad. Nur vier Tage waren vergangen nach ihrer letzten Begegnung in Athen. Das neuerliche Aufeinandertreffen wurde am 22./23. Juli in einer gemeinsamen Dreiländerwertung durchgeführt. In Athen war das Event in getrennten Wertungen unter jeweils zwei Nationen ausgetragen worden. Auch hier in Belgrad war die bundesdeutsche Mannschaft in einer Zweitbesetzung am Start.

## Modus
Auf dem Programm standen hier die bei Länderkämpfen der Männer üblichen zwanzig Wettbewerbe. Auch die Rennen über 5000 und 10.000 Meter wurden in voller Länge ausgetragen. Aus dem olympischen Wettbewerbskatalog fehlten somit nur der Marathonlauf, die beiden Gehdisziplinen und der Zehnkampf. Die Punkte wurden in den Einzelläufen verteilt wie folgt: 1. Platz: 7 Punkte / 2. Pl.: 5 P. / 3. Pl.: 4 P. / 4. Pl.: 3 P. / …. In den Staffeln erhielt das Siegerteam sieben Punkte, für Platz zwei gab es vier und für Platz drei zwei Punkte.

## Ergebnis
In den Einzelläufen erreichten das griechische und das bundesdeutsche Team jeweils drei Disziplinerfolge bei einem Unentschieden, Die Bundesrepublik und Jugoslawien teilten sich in diesem Bereich ebenfalls einen Sieg, während Jugoslawien zwei Wettbewerbe für sich entschied. In den Staffeln lag einmal Jugoslawien vorn und einmal die Bundesrepublik. In der Kategorie Sprung kamen die jugoslawischen Sportler auf drei Disziplinsiege, den vierten Wettbewerb aus dieser Kategorie sicherten sich die bundesdeutschen Vertreter. Im Bereich Wurf/Stoß gewannen die bundesdeutschen Athleten drei Wettbewerbe, die jugoslawischen Teilnehmer einen. In der Länderkampfwertung erreichte die Bundesrepublik Deutschland mit 198 Punkten Platz eins. Griechenland belegte mit 176 Punkten Rang zwei, Jugoslawien wurde mit 148 Punkten Dritter.

## Resultate

### 100 m
| Platz | Athlet                 | Land | Zeit (s) |
| ----- | ---------------------- | ---- | -------- |
| 1     | Lazar Stanicić         | YUG  | 10,72    |
| 2     | Mladen Nikolić         | YUG  | 10,74    |
| 3     | Nicolaos Hadjinicolaou | GRC  | 10,75    |
| 4     | Matthias Conrad        | FRG  | 10,78    |
| 5     | Hans Fritzsche         | FRG  | 10,88    |
| 6     | Angelos Angelidis      | GRC  | 10,97    |

Datum: 22. Juli

### 200 m
| Platz | Athlet            | Land | Zeit (s) |
| ----- | ----------------- | ---- | -------- |
| 1     | Gerhard Sewald    | FRG  | 21,20    |
| 2     | Željko Knapić     | YUG  | 21,36    |
| 3     | Lazar Stanicić    | YUG  | 21,45    |
| 4     | Bernd Sattler     | FRG  | 21,46    |
| 5     | Theodoros Gatzios | GRC  | 21,53    |
| 6     | Georgis Kaikis    | GRC  | 21,68    |

Datum: 23. Juli

### 400 m
| Platz | Athlet                  | Land | Zeit (s) |
| ----- | ----------------------- | ---- | -------- |
| 1     | Thomas Giessing         | FRG  | 46,43    |
| 2     | Željko Knapić           | YUG  | 46,80    |
| 3     | Ismail Mačev            | YUG  | 46,85    |
| 4     | Uwe Wegner              | FRG  | 47,52    |
| 5     | Andreas Provelengios    | GRC  | 47,70    |
| 6     | Panayotis Stefanopoulos | GRC  | 48,18    |

Datum: 22. Juli

### 800 m
| Platz | Athlet             | Land | Zeit (min) |
| ----- | ------------------ | ---- | ---------- |
| 1     | Sotirios Moutsanas | GRC  | 1:48,34    |
| 2     | Thomas Wilking     | FRG  | 1:48,54    |
| 3     | Peter Braun        | FRG  | 1:48,59    |
| 4     | Milovan Savić      | YUG  | 1:48,89    |
| 5     | Spiros Spirou      | GRC  | 1:49,16    |
| 6     | Slobodan Popović   | YUG  | 1:49,79    |

Datum: 23. Juli

### 1500 m
| Platz | Athlet              | Land | Zeit (min) |
| ----- | ------------------- | ---- | ---------- |
| 1     | Dragan Zdravković   | YUG  | 3:38,15    |
| 2     | Klaus-Peter Nabein  | FRG  | 3:38,42    |
| 3     | Spiros Spirou       | GRC  | 3:39,76    |
| 4     | Jürgen Grothe       | FRG  | 3:40,35    |
| 5     | Nicolaos Tsiakoulas | GRC  | 3:41,69    |
| 6     | Borislav Dević      | YUG  | 3:42,92    |

Datum: 22. Juli

### 5000 m
| Platz | Athlet           | Land | Zeit (min) |
| ----- | ---------------- | ---- | ---------- |
| 1     | Folios Kourtis   | GRC  | 13:50,26   |
| 2     | Savas Koubouras  | GRC  | 13:52,07   |
| 3     | Stane Rozman     | YUG  | 13:55,34   |
| 4     | Frank Zimmermann | FRG  | 13:57,44   |
| 5     | Herbert Stephan  | FRG  | 14:24,29   |
| 6     | Vlado Mikuleć    | YUG  | 14:27,25   |

Datum: 23. Juli

### 10.000 m
| Platz | Athlet            | Land | Zeit (min) |
| ----- | ----------------- | ---- | ---------- |
| 1     | Marios Kasianidis | GRC  | 28:41,17   |
| 2     | Stane Rozman      | YUG  | 28:41,83   |
| 3     | Savo Alempić      | YUG  | 28:45,03   |
| 4     | Savas Koubouros   | GRC  | 28:49,08   |
| 5     | Werner Grommisch  | FRG  | 29:25,26   |
| 6     | Günter Zahn       | FRG  | 29:36,99   |

Datum: 22. Juli

### 110 m Hürden
| Platz | Athlet           | Land | Zeit (s) |
| ----- | ---------------- | ---- | -------- |
| 1     | Michael Radzey   | FRG  | 13,7     |
| 2     | Jürgen Schoch    | FRG  | 13,8     |
| 3     | George Tsiandas  | GRC  | 14,1     |
| 4     | Borislav Pisić   | YUG  | 14,2     |
| 5     | Alex Kolar       | YUG  | 14,9     |
| 6     | Andreas Psilidis | GRC  | 15,2     |

Datum: 22. Juli

### 400 m Hürden
| Platz | Athlet              | Land | Zeit (s) |
| ----- | ------------------- | ---- | -------- |
| 1     | Rok Kopitar         | YUG  | 51,32    |
| 2     | Matthias Kaulin     | FRG  | 51,53    |
| 3     | Rolf Dresen         | FRG  | 51,62    |
| 4     | Milan Šolaja        | YUG  | 52,05    |
| 5     | Vassilios Andreadis | GRC  | 53,11    |
| 6     | George Psilidis     | GRC  | 53,14    |

Datum: 23. Juli

### 3000 m Hindernis
| Platz | Athlet              | Land | Zeit (min) |
| ----- | ------------------- | ---- | ---------- |
| 1     | Filippos Filippou   | GRC  | 8:29,94    |
| 2     | Karl-Heinz Seck     | FRG  | 8:42,36    |
| 3     | Maks Skubis         | YUG  | 8:48,89    |
| 4     | Stefan Karczewski   | FRG  | 8:49,74    |
| 5     | Stavros Karaktsanis | GRC  | 8:56,96    |
| 6     | Drazen Maricević    | YUG  | 9:21,71    |

Datum: 23. Juli

### 4 × 100 m Staffel
| Platz | Besetzung      | Land                                                    | Zeit (s) |
| ----- | -------------- | ------------------------------------------------------- | -------- |
| 1     | BR Deutschland | Achim Lamps Matthias Conrad Bernd Sattler Jürgen Schoch | 39,84    |
| 2     | Griechenland   |                                                         | 40,07    |
| 3     | Jugoslawien    |                                                         | 40,39    |

Datum: 22. Juli

### 4 × 400 m Staffel
| Platz | Besetzung      | Land                                             | Zeit (min) |
| ----- | -------------- | ------------------------------------------------ | ---------- |
| 1     | Jugoslawien    |                                                  | 3:08,50    |
| 2     | BR Deutschland | Thomas Geuyen Peter Rauh Markus König Uwe Wegner | 3:09,11    |
| 3     | Griechenland   |                                                  | 3:12,50    |

Datum: 23. Juli

### Hochsprung
| Platz | Athlet            | Land | Höhe (m) |
| ----- | ----------------- | ---- | -------- |
| 1     | Marko Medić       | YUG  | 2,14     |
| 2     | Dimitrios Kattis  | GRC  | 2,14     |
| 2     | Vaso Komnenić     | YUG  | 2,14     |
| 2     | Klaus Trapka      | FRG  | 2,14     |
| 5     | Panayotis Panagos | GRC  | 2,14     |
| 6     | Harald Ehlke      | FRG  | 2,05     |

Datum: 22. Juli

### Stabhochsprung
| Platz | Athlet              | Land | Höhe (m) |
| ----- | ------------------- | ---- | -------- |
| 1     | Detlef de Raad      | FRG  | 5,40     |
| 2     | Andreas Tsonis      | GRC  | 5,20     |
| 3     | Dimitrios Kytteas   | GRC  | 5,00     |
| 4     | Dietmar Wesp        | FRG  | 5,00     |
| 5     | Zeljko Sarcević     | YUG  | 4,80     |
| 6     | Dragan Georgijevski | YUG  | 4,60     |

Datum: 23. Juli

### Weitsprung
| Platz | Athlet              | Land | Weite (m) |
| ----- | ------------------- | ---- | --------- |
| 1     | Nenad Stekić        | YUG  | 8,11      |
| 2     | Uwe Palm            | FRG  | 7,65      |
| 3     | Dimitrios Delifotis | GRC  | 7,50      |
| 4     | Bernd Rebischke     | FRG  | 7,29      |
| 5     | Dusan Sukletović    | YUG  | 7,27      |
| 6     | Dimitrios Arouzos   | GRC  | 7,24      |

Datum: 22. Juli

### Dreisprung
| Platz | Athlet              | Land | Weite (m) |
| ----- | ------------------- | ---- | --------- |
| 1     | Janoš Hegediš       | YUG  | 16,07     |
| 2     | loannis Kyriazis    | GRC  | 15,98     |
| 3     | Dieter Stotz        | FRG  | 15,72     |
| 4     | Marios Hadjiandreou | GRC  | 15,41     |
| 5     | Milan Simunić       | YUG  | 15,34     |
| 6     | Wolfram Walther     | FRG  | 15,33     |

Datum: 23. Juli

### Kugelstoßen
| Platz | Athlet               | Land | Weite (m) |
| ----- | -------------------- | ---- | --------- |
| 1     | Vladimir Milić       | YUG  | 20,61     |
| 2     | Ivan Ivančić         | YUG  | 20,02     |
| 3     | Dimitrios Koutsoukis | GRC  | 18,27     |
| 4     | Detlef Vollmers      | FRG  | 17,40     |
| 5     | Bernd Kneißler       | FRG  | 17,39     |
| 6     | John Milios          | GRC  | 15,68     |

Datum: 22. Juli

### Diskuswurf
| Platz | Athlet              | Land | Weite (m) |
| ----- | ------------------- | ---- | --------- |
| 1     | Rolf Danneberg      | FRG  | 60,58     |
| 2     | Alois Hannecker     | FRG  | 59,66     |
| 3     | Vladimir Milić      | YUG  | 55,64     |
| 4     | Angelos Nikolaidis  | GRC  | 54,36     |
| 5     | Željko Tarabarić    | YUG  | 53,76     |
| 6     | Dimilros Koutsoukis | GRC  | 51,24     |

Datum: 23. Juli

### Hammerwurf
| Platz | Athlet                 | Land | Weite (m) |
| ----- | ---------------------- | ---- | --------- |
| 1     | Jörg Schaefer          | FRG  | 71,36     |
| 2     | Marc Odenthal          | FRG  | 69,98     |
| 3     | Panayotis Kremastiotis | GRC  | 64,60     |
| 4     | loannis Mangos         | GRC  | 64,20     |
| 5     | Srećko Štiglić         | YUG  | 63,48     |
| 6     | Marijan Hadzić         | YUG  | 55,04     |

Datum: 23. Juli

### Speerwurf
| Platz | Athlet            | Land | Weite (m) |
| ----- | ----------------- | ---- | --------- |
| 1     | Wolfram Gambke    | FRG  | 77,16     |
| 2     | Sead Krdjalić     | YUG  | 75,66     |
| 3     | loanis Peristeris | GRC  | 74,98     |
| 4     | Jürgen Streckert  | FRG  | 72,96     |
| 5     | Stavros Telonis   | GRC  | 71,76     |
| 6     | Marinko Primorać  | YUG  | 68,48     |

Datum: 22. Juli